# Palacio de los Duques de Medinaceli (Madrid)
El palacio de los Duques de Medinaceli fue un edificio de la ciudad española de Madrid, residencia de esta familia nobiliaria. Se ubicaba en la confluencia de la carrera de San Jerónimo con el paseo del Prado, en el que fuera a su vez palacio del duque de Lerma, y fue abandonado al morir el XV duque de Medinaceli en 1873 y finalmente demolido en 1895.

## Descripción de Mesonero Romanos
El patriarca y decano de los cronistas de Madrid, Ramón de Mesonero Romanos, describe así en El Antiguo Madrid (1861) la primera residencia de la familia Medinaceli en Madrid: 

El Palacio de los duques de Medinaceli, inmenso edificio, que, con sus jardines y dependencias, ocupa una superficie de 244.782 pies. Creemos que fue mandado construir por el opulento duque de Lerma D. Francisco Gómez de Sandoval, siendo marqués de Denia y favorito ya de Felipe III; era además suya, según ya queda expresado, toda la manzana que desde el paseo del Prado llegaba a la calle de San Agustín, y desde la Carrera de San Jerónimo a la calle de las Huertas, en una extensión prodigiosa, que bastó, no solo a dotar a su palacio de amplias huertas y jardines, picadero y otras oficinas, sino a las dos fundaciones religiosas que ya dijimos hizo antes y después de ser electo cardenal de la S. I. R.; una de la casa profesa de Jesuitas (después convento de San Antonio), donde colocó el cuerpo de su glorioso antecesor San Francisco de Borja, duque de Gandía, y la otra, la de Trinitarios de Jesús; y no satisfecha aún su piedad opulenta con estas fundaciones, de que rodeó su palacio ducal, adquirió el edificio que ocupaba el Hospital General para colocar en él a las monjas de Santa Catalina, estableciendo por medio de un arco sobre la calle del Prado la comunicación de su palacio con la tribuna de esta iglesia. A este palacio, en fin, se retiró Felipe V, a la muerte de su primera esposa D.ª María Gabriela de Saboya, en Febrero de 1714, por consejo y disposición de la intrigante y poderosa Princesa de los Ursinos.

El referido primer palacio de la familia Medinaceli, conocido como el «palacio del Prado», tuvo una larga agonía compensada con un monumental y fructífero renacer. La vida del viejo palacio de los duques de Medinaceli se quebró con la muerte del decimoquinto duque de Medinaceli en 1873, cuando su viuda decidió trasladarse a la plaza de Colón y consentir su demolición. En el solar se construyó entre 1902 y 1907 un parque de los llamados «cineflúo».
En 1910 el solar fue adquirido por el Ayuntamiento de Madrid y la sociedad Madrid Palace Hotel S. A. para la construcción de un hotel de lujo, pero la municipalidad se retiró por falta de fondos y el solar quedó en manos de la sociedad dirigida por el empresario belga Georges Marquet.
El segundo palacio madrileño de los de Medinaceli, también conocido como Palacio del Duque de Uceda, estuvo en el paseo de Recoletos esquina a la plaza de Colón, y también fue demolido, en la década de 1960.